# Khon Kaen United FC
El Khon Kaen United FC (en tailandés: สโมสรฟุตบอลขอนแก่น ยูไนเต็ด) es un equipo de fútbol de Tailandia que juega en la Liga Premier de Tailandia, la primera categoría nacional.

## Historia
Fue fundado en el año 2015 en la provincia de Khon Kaen como equipo participante de la cuarta división nacional, logrando ese mismo año el ascenso a la tercera división.
El club fue suspendido de competiciones nacionales por dos años luego de que el equipo se viera involucrado en un caso criminal cuando faltaban ocho fechas para terminar la temporada 2016. En 2018 el club retornaría a la cuarta división, logrando cuatro ascensos consecutivos que lo llevaron a jugar en la Liga Premier de Tailandia para la temporada 2021/22.

## Estadios
| Coordenadas                                    | Ciudad    | Estadio                                                  | Capacidad | Periodo |
| ---------------------------------------------- | --------- | -------------------------------------------------------- | --------- | ------- |
| 16°27′21″N 102°56′49″E / 16.455887, 102.946865 | Khon Kaen | Khon Kaen Sports School Stadium                          | 2500      | 2015    |
| 16°24′46″N 102°49′38″E / 16.412905, 102.827164 | Khon Kaen | Khon Kaen Provincial Administrative Organization Stadium | 7000      | 2016-   |

## Palmarés
- Thai League 3 (1) : 2019
- Thai League 3 Upper Region (1): 2019
- Regional League North-East Division (1): 2015